# Megalobulimus riopretensis
Megalobulimus riopretensis é uma espécie de caracol, um molusco pulmonado que pertence à família Megalobulimidae, gênero Megalobulimus, encontrado no município de São José do Rio Preto, no estado de São Paulo, Brasil.